# Walter Ralston Martin
Walter Ralston Martin (10 septembre 1928 – 26 juin 1989) est un pasteur chrétien baptiste et apologiste américain, fondateur du  Christian Research Institute en 1960 spécialisé dans l’apologie chrétienne et la question des sectes,.  Walter Martin était considéré comme une autorité sur les questions bibliques et déclarait que sa mission était de dénoncer les « sectes » et les « croyances non bibliques ».

## Ministère
Martin a participé à la radio à des émissions  The Long John Nebel Show et The Bible Answer Man qu’il avait fondée ou encore le John Ankerberg show, à la télévision, où il débattait avec des francs-maçons ou des baha'is parmi d’autres groupes.  Le thème des sectes coïncidait avec l’essor de la contreculture des années 1960 qui faisait la promotion des religions orientales et de l’ésotérisme
Il a écrit le livreThe Rise of the Cults, où il fait des commentaires sur les Témoins de Jéhovah, la  Théosophie, le Mormonisme, la Science chrétienne avec une approche sur leur interprétation doctrinale de la nature et de l’œuvre du Christ. 
Il voyagea également avec Billy Graham au cours de ses meetings en plein air durant lesquels il s'exprima devant des milliers de personnes.
Il a servi comme pasteur dans quelques églises évangéliques.

## Controverses
Il a été l'objet de diverses controverses, en particulier sur l'obtention de son doctorat ainsi que sur un éventuel plagiat[réf. nécessaire]. 
Il fut critiqué sur son étude de la théologie des adventistes du septième jour qui, jusqu’aux années 1950, étaient considérés comme une « secte hérétique » par les évangéliques et bon nombre de protestants mais que Martin considérait comme orthodoxes sur les doctrines principales et hétérodoxes sur les moins importantes et qu’ils pouvaient donc être inclus dans le camp des évangéliques.

## Publications
- Martin, Walter Ralston, and Norman H. Klann, Jehovah of the Watchtower (Biblical Truth Publishing, Paterson, New Jersey, 1953).This was revised and republished by Zondervan, Grand Rapids, 1956; revised again and republished by Moody Press, Chicago, 1974; and final revision published by Bethany House, Minneapolis, 1981.  (ISBN 0871232677)
- Walter B. and Norman H. Klann, The Christian Science Myth (Biblical Truth Publishing, Paterson, New Jersey, 1954). This was revised and republished by Zondervan, Grand Rapids, 1955.
- Martin, Walter R., The Rise of the Cults (Zondervan, Grand Rapids, 1955). This text was revised and published by Zondervan, 1957, then revised and published by Vision House in 1977 and 1980; and finally completely revised and reissued under a new title Martin Speaks Out on the Cults (Vision House, Santa Ana, 1983).  (ISBN 088449103X)
- The Christian and the Cults (Zondervan, Grand Rapids, 1956).
- Christian Science. Modern Cult Library Booklet Series. (Zondervan, Grand Rapids, 1957).
- Jehovah's Witnesses. Modern Cult Library Booklet Series. (Zondervan, Grand Rapids, 1957).
- Mormonism. Modern Cult Library Booklet Series. (Zondervan, Grand Rapids, 1957).
- Unity. Modern Cult Library Booklet Series. (Zondervan, Grand Rapids, 1957).
- The Truth About Seventh-day Adventism (Zondervan, Grand Rapids, 1960).
- "Seventh-day Adventism" in The Challenge of the Cults, Harold Lindsell & Others (Zondervan, Grand Rapids, 1960), pp. 36–44.
- Essential Christianity: A Handbook of Basic Christian Doctrines (Zondervan, Grand Rapids, 1962). This was republished by Vision House, Santa Ana, 1975, and reissed with minor additions by Vision House, 1980.  (ISBN 0-88449-043-2)
- The Maze of Mormonism (Zondervan, Grand Rapids, 1962). This was substantially expanded in a new revised edition published by Vision House, Santa Ana, 1978.  (ISBN 0-88449-017-3)
- The Kingdom of the Cults (Zondervan, Grand Rapids, 1965). This text was revised and republished by Bethany Fellowship, Minneapolis, 1968. Further revised editions were published by Bethany in 1977 and 1985. Two very different posthumous editions have been published by Bethany, one under the editorship of Hank Hanegraaff, 1997, and then one under the editorship of Ravi Zacharias, 2003. The 2003 edition is approved of by Martin's family.  (ISBN 0-7642-2821-8)
- (ed). UFO: Friend Foe or Fantasy (Christian Research Institute, Wayne, New Jersey, 1968).
- Screwtape Writes Again (Vision House, Santa Ana, 1975).  (ISBN 0-88449-022-X)
- Abortion: Is It Always Murder? (Vision House, Santa Ana, 1977).  (ISBN 0-88449-066-1)
- The Riddle of Reincarnation (Vision House, Santa Ana, 1977).  (ISBN 0-88449-065-3)
- (ed). The New Cults (Vision House, Santa Ana, 1980).  (ISBN 0-88449-016-5)
- (ed). Walter Martin's Cults Reference Bible (Vision House, Santa Ana, 1981).  (ISBN 0-88449-075-0)
- The New Age Cult (Bethany House, Minneapolis, 1989).  (ISBN 1-55661-077-7)
- "Ye Shall Be as Gods" in The Agony of Deceit, edited by Michael S. Horton (Moody Press, Chicago, 1990), pp. 89–105.  (ISBN 0-8024-8776-9)
- and Jill Martin-Rische, Through the Windows of Heaven (Broadman & Holman, Nashville, 1999).  (ISBN 0-8054-2031-2)
- and Jill Martin Rische & Kurt Van Gorden, The Kingdom of the Occult (Thomas Nelson, Nashville, 2008).  (ISBN 1418516449)
- Dwight Moody Secret Power, Introduced and edited by Walter R. Martin (Regal Books, Ventura, 1987).  (ISBN 0830712194)
- Montgomery, John Warwick, Computers, Cultural Change and the Christ (Christian Research Institute, Wayne, New Jersey, 1969).

### Articles
- "Father Divine ... King of Cultists", Eternity (August 1955), pp. 8–9 and 42-44.
- "The Layman and the Cults", Eternity (August 1956), pp. 22–23 and 38.
- "Are Seventh-day Adventists Evangelicals?", Christian Life (October 1956), pp. 58–60.
- "Seventh-Day Adventism Today", Our Hope, 63/5 (November 1956), pp. 273–284.
- "The Truth About Seventh-day Adventism: Its Historical Development from Christian Roots", Eternity (October 1956), pp. 6–7 and 38-39.
- "What Seventh-day Adventists Really Believe", Eternity (November 1956), pp. 20–21, and 38-43.
- "Adventist Theology vs. Historic Orthodoxy", Eternity (January 1957), pp. 12–13 and 38-40.
- "Jehovah's Witnesses and the Gospel of Confusion", Eternity (September 1957), pp. 22–23 and 36-37.
- "The Christian and the Law, " Eternity, June 1958, pp. 19 & 36.
- "More About Karl Barth", Eternity (November 1959), pp. 21–23, 38 and 49.
- "Reversing his Field" (Book review of Edgar Goodspeed, Matthew Apostle and Evangelist) Eternity, December 1959, p. 40.
- "What Can We Do about the Terrifying Trend of Alcoholism?", Eternity (August 1960), pp. 18–20, and 33-34.
- "Cult Study" [Book review of John Gerstner, The Theology of the Major Sects], Christianity Today, 21 November 1960, pp. 38–39.
- "Seventh-Day Adventism, " Christianity Today, 19 December 1960, pp. 13–15.
- "Grackles and Bluebirds" (Tribute to Donald Grey Barnhouse) Eternity (March 1961), p. 12.
- "An Answer to the Hippies" [Book review of Lit-Sen Chang, Zen-Existentialism], Christianity Today, 5 December 1969, pp. 17–18.
- "SENT/EAST: Electronic Answering Search Technology", The Christian Librarian, 14/1 (October 1970), pp. 3–6.
- "Christian Research Institute", The Christian Librarian, 14/1 (October 1970), pp. 15–18.
- "Personal Responsibility", The Christian Librarian, 14/2 (December 1970), pp. 10–12.
- "Cults The Spirits of Error", Christian Life (April 1978), pp. 22–25 and 63-65.
- "John Todd: The Illuminati", Logos Journal, 9 (March 1979), pp. 67–69.
- "Charismatics and the Cult of Mary" (Part 1), Forward, 3/1 (Spring 1980), pp. 6–7.
- "Charismatics and the Cult of Mary" (Part 2), Forward, 3/2 (Fall 1980), pp. 3 & 7.
- "Meditation as God Intended", Moody Monthly (December 1986), pp. 34–35.
- "The PTL Scandal and Biblical Repentance, " Christian Research Journal, Summer 1987, p. 31.
- "Satanism on the Rise, " Christian Research Newsletter, 2/5 (1989), p. 5.

## Autres écrits
- "CRI Founder Walter Martin Dies, " Charisma & Christian Life 14 (13) (1989), p. 28.
- "Cult Authority Martin Dies, " Bookstore Journal, August 1989), p. 93.
- "Memorial, " Journal of the Evangelical Theological Society, 33 (1990), p. 143.
- "Memorial Service for Dr Walter Martin, " Christian Research Newsletter, 2 (4) (1989). Available from
- "Dr Walter Martin, " The Christian Librarian, 13 (4) (1970), pp. 3–4.
- Barnhouse, Margaret N., That Man Barnhouse (Tyndale House, Wheaton, 1983), pp. 223–225 & 252-254.
- Biggs, Charles R., "Walter Martin: Patron Saint of Evangelical Apologists". A word document available from "A Place For Truth" « http://www.aplacefortruth.org/Martin.Bio »(Archive.org • Wikiwix • Archive.is • Google • Que faire ?)
- Groothuis, Douglas, "Walter R. Martin" in Evangelical Dictionary of World Missions, edited by A. Scott Moreau (Baker, Grand Rapids, 2000), p. 601.
- Quebedeaux, Richard, The Worldly Evangelicals (Harper & Row, 1978), pp. 66–67.
- Stafford, Tim , "The Kingdom of the Cult Watchers, " Christianity Today, October 7, 1991, p. 21.